# Agrilus angustulus
Agrilus angustulus es una especie de insecto del género Agrilus, familia Buprestidae, orden Coleoptera.
Fue descrita científicamente por Illiger, 1803.